# The Curse of Monkey Island
The curse of Monkey Island is het derde spel uit de Monkey Island-serie. Het is het eerste spel uit de reeks dat bij release ingesproken tekst had. Het is ook meer in cartoon-stijl.

## Enkele Personages
- Guybrush Threepwood: het hoofdpersonage
- Elaine Marley: de verloofde van Guybrush
- LeChuck: de aartsvijand van Guybrush
- Murray: een pratende schedel die de wereld wil overnemen
- Voodoo-dame: een dame die aan voodoo doet en de toekomst kan voorspellen. Haar echte naam wordt nooit onthuld.
- Wally: de cartograaf uit Monkey Island 2. Hij werd daar samen met Guybrush gevangengenomen. Guybrush kon ontsnappen, maar het was onduidelijk wat er met Wally was gebeurd. Nu weten we dat hij nog steeds gevangen werd gehouden door LeChuck.
- Griswold Goudsoup: laatste familielid van de Goudsoups en bezit een hotel-imperium rondom de Caraïben. Zijn beste hotel was op Blood Island, maar de klanten laten het afweten nadat de vulkaan gestopt is met lava uit te spuwen.
- Eduard Van Helgen, Hagis McMutton, Cutthroat Bill: waren vroeger piraten, maar hebben nu een kapperszaak op Puerto Pollo.  Ze worden lid van de bemanning van Guybrush Threepwood. Ze muiten eenmaal aangekomen op Blood Island.
- Kapitein Rottingham: is een klant van de kapperszaak op Puerto Pollo, maar wordt gekortwiekt nadat in zijn haar luizen werden gevonden. Later neemt hij op zee wraak en valt hij het schip van Guybrush en zijn "kappers"-bemanning aan.

## Verhaal
Het spel bestaat uit een intro en 6 hoofdstukken.

### Intro
In de intro zien we Guybrush Threepwood op zee. Hij zit in een drijvende botsauto en heeft twee heliumballonnen bij zich. Hij herinnert zich enkel dat hij ontsnapt is van Big Whoop, waar hij een ongekende periode was. Onverwachts komt hij in een gevecht waarin LeChuck vanop zee het eiland Puerto Pollo aanvalt. Guybrush wordt uit zee "gered" door LeChuck, die hem opsluit bij Wally. LeChuck zal met Guybrush afrekenen na de strijd. LeChuck heeft een krachtige voodoo-kanonbal die hij wil afvuren op Puerto Pollo. Elaine is op dit eiland aanwezig als gouverneur en vecht terug.

### The Demise of the Zombie Pirate LeChuck
In dit deel tracht Guybrush te ontsnappen. Dit lukt hem door een losstaand kanon af te vuren. Door de kracht van het schot (en feit dat het kanon door de weerslag naar achter schiet) wankelt het schip even. LeChuck verliest hierdoor zijn evenwicht en laat de voodoo-kanonsbal vallen. LeChuck ontploft hierdoor en het schip kapseist. Guybrush weet te ontsnappen en neemt nog snel een diamanten ring mee die hij in het ruim vond.

### The Curse Gets Worse
Guybrush vraagt Elaine ten huwelijk en doet de ring rond haar vinger. Plots verandert ze in een gouden standbeeld. Om de vloek ongedaan te krijgen, gaat Guybrush hulp vragen aan de voodoo-dame. Wanneer hij terug arriveert, is het gouden standbeeld gestolen. Volgens de voodoo-dame kan de vloek ongedaan worden met een andere, niet-vervloekte diamanten ring van grotere waarde die verborgen ligt op Blood Island.
Er is wel een probleem: er is slechts 1 persoon die de kaart naar Blood Island heeft. Dat is Palido Domingo en die heeft de kaart op zijn rug laten tatoeëren. Guybrush geraakt aan de kaart door olie (in plaats van zonnecrème) te smeren op de rug van Palido. Wanneer zijn rug volledig is verbrand, kan Guybrush de bovenste lagen vel van Palido's rug trekken en heeft hij de kaart.
Hij mag dan wel een kaart hebben, hij heeft nog geen bemanning om mee te varen naar Blood Island. Deze vindt hij via uitdagingen: zo moet hij deelnemen aan een banjowedstrijd, moet hij goud kunnen tonen en moet hij een wedstrijd paalwerpen winnen. Daarnaast moet hij ook nog eens zien te ontsnappen uit een enorm grote slang.
Ten slotte moet hij ook op zoek gaan naar het gouden standbeeld.
Wanneer Guybrush beide kaarten heeft, het standbeeld van Elaine heeft gevonden en zijn bemanning heeft samengesteld, kan hij vertrekken naar Blood Island. Hij vaart met de boot "Sea Cucumber".

### Three Sheets to the Wind
De bemanning werkt niet mee en wil enkel naar de walvissen kijken. Daarnaast zit de zee naar Blood Island vol met piraten. Het schip van Guybrush wordt al snel aangevallen door kapitein Rottingham die de kaart naar Blood Island steelt.
Om de kaart terug te krijgen, moet Guybrush het schip van kapitein Rottingham verslaan. Hiervoor moet hij eerst andere schepen aanvallen van minder gevreesde piraten. Eerst moet hij het schip aanvallen met kanonskogels. Als dat lukt, kan Guybrush het schip betreden. Er volgt dan een beledigingsduel. De piraat zegt een belediging (bv.: Je bent zo walgelijk als een aap in een trouwjurk). Wanneer Guybrush een antwoord kan geven dat de belediging overtreft, heeft hij een punt (bv.: Oh ja, lijk ik dan zo hard op uw verloofde?). Als Guybrush een aantal keren na elkaar de belediging overtreft, heeft hij gewonnen. Hij kan dan de buit van het schip meenemen. Die buit kan hij omwisselen op het eiland Puorto Pollo in grotere wapens en kanonnen. Uiteindelijk heeft hij zulk goed uitgerust schip dat hij kapitein Rottingham makkelijk de baas kan.

### The Bartender, the Thieves, his Aunt, and her Lover
De "Sea Cucumber", het schip waarmee Guybrush vaart, geraakt in een storm en loopt vast op een klif van Blood Island. Het standbeeld van Elaine is van het schip gevlogen en ergens in het oerwoud terechtgekomen. De drie bemanningsleden willen het schip repareren en daarna terugreizen. Ze muiten en willen Guybrush niet meer helpen.
Guybrush ontmoet op Blood Island onder andere Griswold Goodsoup, de kannibalen (die vroeger woonden op Monkey Island) en enkele andere personen zoals Madame Xima. Madame Xima weet te vertellen dat de diamant zich op Skull Island bevindt, maar meer wil ze niet zeggen. Nadat Guybrush de barman van het hotel op Blood Island verlost van zijn drankkater, komt Guybrush te weten dat de ring in een crypte ligt van een overleden familielid. Volgens het testament mag men de crypte enkel betreden om een gestorven familielid bij te plaatsen. Guybrush wordt via een valse identiteit een "familielid" en sterft na het drinken van een giftige drank. Vervolgens wordt zijn lijk in de crypte bijgeplaatst. Dan ontwaakt Guybrush en blijkt dat de drank hem enkel in een schijndood had gebracht.
Guybrush vindt de ring en de diamant en maakt Elaine terug normaal. Even later worden ze gevangen door de aanhangers van LeChuck en overgebracht naar Monkey Island.

### Kiss of the Spider Monkey
LeChuck "ontvangt" Guybrush en Elaine op Monkey Island. Hij legt uit dat ze zich momenteel bevinden in het pretpark "Carnival of the Death". Dit pretpark is gebouwd op "Big Whoop". "Big Whoop" is een letterlijke poort naar de hel. De poort is een voodoo-lavastroom die mensen omtovert tot levende skeletten. Het pretpark bevat een speciale achtbaan met de naam "Death Ride". Naast het normale traject kan men de rails verzetten zodat de wagentjes door Big Whoop gaan. LeChuck vermeldt dat hij alles in gereedheid gaat brengen om te kunnen trouwen met Elaine en om voorgoed af te rekenen met Guybrush. Daarna spreekt LeChuck een voodoo-spreuk uit over Guybrush waardoor deze laatste plots terug lijkt op een jongen van 7 jaar. Guybrush gaat op zoek naar een manier om de vloek van zich af te werpen.

### Guybrush Kicks Butt Once Again
Nadat Guybrush de vloek van zich heeft afgeworpen, betreedt hij "Death Ride". "Death Ride" lijkt eerder een eenvoudige achtbaan te zijn die door enkele kamers gaat. In bijna elke kamer is een scène nagebouwd met bewegende poppen die de speler herkent uit eerdere Monkey Island-spellen. Gezien het karretje in elke kamer vertraagt, kan Guybrush het wagentje verlaten en in de scène rondlopen.
LeChuck heeft vernomen dat Guybrush terug normaal is en besluit om eerst met Guybrush af te rekenen alvorens zijn huwelijksplannen verder uit te werken. Hij gaat naar Death Ride en verplaatst zich met voodoo-krachten van de ene naar de andere kamer. Hij tracht Guybrush te vernietigen met een voodoo-spreuk. Guybrush kan telkens tijdig vluchten door in een volgend karretje te springen.
In een van de kamers is een enorm ijslandschap te zien met bovenaan een enorme pop in de vorm van een Yeti. Guybrush vindt een manier om deze kamer te laten ontploffen terwijl LeChuck daar aanwezig is. Hierdoor wordt LeChuck bedolven onder tonnen ijs.
In de laatste scène zien we Guybrush en Elaine afvaren met de melding "net getrouwd".

## Moeilijkheidsgraad
Net zoals in "LeChuck's Revenge" heeft de speler twee wegen om het spel te spelen:
- Een eenvoudige versie
- Een moeilijke versie waarbij veel meer raadsels en acties uitgevoerd moeten worden.

## De film
Na de release van dit deel was er een film in de maak. Uiteindelijk werden deze plannen geschrapt.

## Regionale verschillen
De originele taal van het spel is Engels. Daarnaast is het spel in enkele andere talen uitgebracht. Veel dialogen rijmen in het Engels, maar in de vertalingen was dit meestal zo niet meer. Hierdoor hadden bepaalde zaken hun effect niet meer en waren ze ook niet meer humoristisch. Vandaar dat sommige scènes in niet-Engelstalige versies ontbreken (zoals de drie bemanningsleden die rijmend terug zingen op commando's van Guybrush).

## Ontvangst
| Beoordeeld door          | Datum            | Score |
| ------------------------ | ---------------- | ----- |
| Adventure Classic Gaming | 10 januari 1998  | 100%  |
| Adventure Corner         | 3 oktober 2008   | 100%  |
| GameBoomers              | 2004             | 100%  |
| Just Adventure           | 2003             | 100%  |
| Gamezilla                | 12 januari 2001  | 98%   |
| PC Player (Duitsland)    | december 1997    | 88%   |
| PC Action                | 17 december 1997 | 88%   |
| PC Jeux                  | november 1997    | 88%   |
| Power Play               | december 1997    | 87%   |
| Aventura y Cía           | 14 augustus 2001 | 80%   |

## Trivia
- Het spel is opgenomen in het boek 1001 Video Games You Must Play Before You Die van Tony Mott.